# Нил Патрик Харис
Нил Патрик Харис (енгл. Neil Patrick Harris; Албукерки, 15. јун 1973) је амерички глумац, режисер, певач и мађионичар.
Најпознатији је по улогама у ТВ серији Дуги Хаузер из 1989, научнофантастичном филму Свемирски војници, хумористичкој ТВ серији Како сам упознао вашу мајку (улога Барнија Стинсона) и серијалу филмова Харолд и Кумар, где игра самог себе.
Прославио се и као водитељ разноврсних церемонија за доделу награда у области позоришта, телевизије и филма. Нил је био водитељ за Награду Тони 2009. године, 2011. године, 2012. године, и 2013. године, за који је освојио четири специјалне Награде Еми. Такође је водио Награде Еми за ударне термине 2009. године и 2013. године, и 87. доделу Оскара 2015. године.
Харис је у браку са професионалним куваром Давидом Буртком. Њих двојица имају двоје деце, близанце.

## Биографија
Нил Патрик Харис је рођен у Албукеркију, америчка савезна држава Нови Мексико. Одрастао је у месту јужно од Албукеркија, Рујдосоу (Ruidoso). Родитељи, Шила и Рон, били су адвокати. Има старијег брата Брајана.
Први пут је глумио у школској представи Чаробњак из Оза где је играо пса Тота. Прва филмска улога му је била у филму Кларино срце (Clara's Heart), 1988. године у ком је глумила Вупи Голдберг. Та улога му је донела Златни глобус. Исте године је глумио у филму Људождер љубичастих људи (Purple People Eater).
Његова најпознатија тинејџерска улога била је у серији Дуги Хаузер где је играо Дугија Хаузера, младог доктора, и за ту улогу је добио Златни глобус. Серија је трајала од 1989. до 1993. Током наредних десетак година глумио је у више телевизијских серија и филмова, од којих су најзначајнији филмови Свемирски војници (1997) и Харолд и Кумар иду у Бели замак (2004). Од 2005. године Харис глуми у серији Како сам упознао вашу мајку, где игра главног хумористичног лика Барнија Стинсона. Ова улога му је донела четири Еми номинације. Године 2008. је добио улогу у мини-серији Музички блог доктора Ужасног, а прва епизода је приказана 15. јула исте године. Године 2011. је играо главну улогу у играном филму Штрумпфови.
Харис је водио церемонију доделе позоришне Награде Тони четири пута: 2009. и од 2011. до 2013. године. У три наврата је за свој перформанс добио Награду Еми. Потом је водио и доделу Награде Еми 2013. године. Водиће и 87. доделу Оскара 2015.
Харис је велики љубитељ магије, па је аматерски мађионичар. Године 2006. је изазвао велики скандал када се открило да је у хомосексуалној вези са Дејвидом Буртком. Тада је Харис морао јавно да изјави да је хомосексуалац.

## Филмографија
| Улоге      |                                    |               |                 |                  |
| Година     | Српски назив                       | Изворни назив | Улога           | Напомена         |
| 1988.      |                                    |               | -               |                  |
| 1988.      |                                    |               |                 |                  |
| 1988.      |                                    |               |                 |                  |
| 1989.      |                                    |               |                 |                  |
| 1989.      |                                    |               |                 |                  |
| 1989.      |                                    |               |                 | ТВ серија        |
| 1989−1993. |                                    |               |                 | ТВ серија        |
| 1991.      |                                    |               |                 |                  |
| 1991.      |                                    |               |                 | ТВ серија        |
| 1991.      | Симпсонови                         |               | самог себе      |                  |
| 1992.      |                                    |               |                 | ТВ серија        |
| 1992.      |                                    |               |                 | ТВ серија        |
| 1992-1995. |                                    |               |                 | ТВ серија        |
| 1993.      |                                    |               |                 |                  |
| 1993.      |                                    |               |                 |                  |
| 1993.      |                                    |               |                 | ТВ серија        |
| 1993.      |                                    |               |                 | ТВ серија        |
| 1994.      |                                    |               |                 |                  |
| 1995.      |                                    |               |                 |                  |
| 1995.      |                                    |               |                 |                  |
| 1995.      |                                    |               |                 |                  |
| 1995.      |                                    |               |                 |                  |
| 1995.      |                                    |               |                 |                  |
| 1996.      | На граници могућег                 |               | Хауви Морисон   | ТВ серија        |
| 1997.      | Свемирски војници                  |               | Карл Џенкинс    |                  |
| 1997.      | Одељење за убиства: живот на улици |               |                 | ТВ серија        |
| 1998.      |                                    |               |                 |                  |
| 1998.      |                                    |               | .               |                  |
| 1999.      | Јованка Орлеанка                   |               |                 |                  |
| 1999−2000. |                                    |               |                 | ТВ серија        |
| 2000.      |                                    |               |                 |                  |
| 2000.      | Вил и Грејс                        |               | Бил             | ТВ серија        |
| 2001.      |                                    |               |                 |                  |
| 2001.      |                                    |               |                 |                  |
| 2001.      |                                    |               |                 | ТВ серија        |
| 2001.      |                                    |               |                 | ТВ серија        |
| 2001.      |                                    |               |                 | ТВ серија        |
| 2001.      |                                    |               |                 | ТВ серија        |
| 2002.      |                                    |               |                 |                  |
| 2002.      |                                    |               | -               |                  |
| 2002.      |                                    |               |                 | ТВ серија        |
| 2002.      |                                    |               |                 | ТВ серија        |
| 2003.      |                                    |               |                 | ТВ серија        |
| 2003.      |                                    |               | Спајдермен      | анимирана серија |
| 2004.      |                                    |               |                 |                  |
| 2004.      |                                    |               |                 | ТВ серија        |
| 2005.      |                                    |               |                 |                  |
| 2005.      |                                    |               |                 | ТВ серија        |
| 2005.      |                                    |               |                 | ТВ серија        |
| 2005−2014. | Како сам упознао вашу мајку        |               | Барни Стинсон   | ТВ серија        |
| 2006.      |                                    |               |                 | ТВ серија        |
| 2007−2009. | Породични човек                    |               | Барни Стинсон   | ТВ серија        |
| 2008.      |                                    |               |                 |                  |
| 2008.      |                                    |               |                 |                  |
| 2008.      |                                    |               |                 |                  |
| 2008.      |                                    |               |                 | ТВ серија        |
| 2008.      |                                    |               |                 | ТВ серија        |
| 2008.      |                                    |               |                 | ТВ серија        |
| 2009.      | Падаће ћуфте                       |               | Стив (глас)     |                  |
| 2009.      |                                    |               |                 | ТВ серија        |
| 2009.      |                                    |               |                 | ТВ серија        |
| 2009.      |                                    |               |                 | ТВ серија        |
| 2009.      |                                    |               |                 | ТВ серија        |
| 2010.      |                                    |               |                 |                  |
| 2010.      |                                    |               |                 |                  |
| 2010.      |                                    |               |                 |                  |
| 2010.      |                                    |               |                 | ТВ серија        |
| 2010−2015. | Пингвини са Мадагаскара            |               | Доктор Дисаљка  | анимирана серија |
| 2011.      |                                    |               |                 |                  |
| 2011.      | Штрумпфови                         |               | Патрик Винслоу  |                  |
| 2011.      |                                    |               |                 |                  |
| 2011.      | Мапетовци                          |               | самог себе      | камео            |
| 2011.      |                                    |               |                 | ТВ серија        |
| 2012.      | Америчка пита: Поново на окупу     |               |                 |                  |
| 2013.      | Штрумпфови 2                       |               | Патрик Винслоу  |                  |
| 2013.      | Падаће ћуфте 2                     |               | Стив (глас)     |                  |
| 2014.      | Ко преживи, причаће                |               | Фој             |                  |
| 2014.      | Ишчезла                            |               | Деси Колингс    |                  |
| 2021.      | Ратови звезда: Визије              |               | Каре (глас)     | ТВ серија        |
| 2021.      | Матрикс: Ускрснућа                 |               | Аналитичар      |                  |
| 2023.      | Доктор Ху                          |               | Творац Играчака | ТВ серија        |